# Masaru Matsuhashi
Masaru Matsuhashi (松橋 優 Matsuhashi Masaru?, nacido el 22 de marzo de 1985 en Nagasaki) es un futbolista japonés que se desempeña como delantero.

## Trayectoria

### Clubes
| Club           | País  | Año         |
| -------------- | ----- | ----------- |
| Oita Trinita   | Japón | 2007 - 2008 |
| Ventforet Kofu | Japón | 2009 -      |

## Estadística de carrera

### J. League
| Club           | Año   | J. League | J. League | Copa J. League | Copa J. League | Total | Total |
| Club           | Año   | Part.     | Goles     | Part.          | Goles          | Part. | Goles |
| -------------- | ----- | --------- | --------- | -------------- | -------------- | ----- | ----- |
| Oita Trinita   | 2007  | 7         | 1         | 2              | 0              | 9     | 1     |
| Oita Trinita   | 2008  | 13        | 1         | 7              | 0              | 20    | 1     |
| Ventforet Kofu | 2009  | 26        | 4         | -              | -              | 26    | 4     |
| Ventforet Kofu | 2010  | 16        | 1         | -              | -              | 16    | 1     |
| Ventforet Kofu | 2011  | 12        | 1         | 2              | 0              | 14    | 1     |
| Ventforet Kofu | 2012  | 14        | 0         | -              | -              | 14    | 0     |
| Ventforet Kofu | 2013  | 19        | 0         | 1              | 0              | 20    | 0     |
| Ventforet Kofu | 2014  | 12        | 0         | 4              | 0              | 16    | 0     |
| Ventforet Kofu | 2015  | 19        | 0         | 3              | 0              | 22    | 0     |
| Ventforet Kofu | 2016  | 29        | 1         | 3              | 0              | 32    | 1     |
| Ventforet Kofu | 2017  | 29        | 1         | 0              | 0              | 29    | 1     |
| Total          | Total | 196       | 10        | 22             | 0              | 218   | 10    |